# Zastava M77
Zastava M77 là loại LMG do công ty vũ khí Zastava oružje chế tạo, súng được phát triển dựa trên khẩu AK-47. Được thiết kế để sử dụng đạn tiêu chuẩn của phương Tây để dễ dàng cho việc xuất khẩu sang các nước ở khu vực này.

## Thiết kế
M77 sử dụng cơ chế nạp đạn bằng khí nén, khóa nòng xoay, làm mát bằng không khí giống như AK để có được độ tin cậy cao trong các môi trường cực kỳ khắc nghiệt nhưng sử dụng đạn 7.62x51mm NATO. Nòng súng được rèn nguội và để làm mát hiệu quả nó được làm trông giống như mũi khoan từ phần gắn ống trích khí trở vào trong ốp lót tay. Thiết kế này giúp súng tản nhiệt nhanh hơn để nòng súng không bị biến dạng đảm bảo được sự chính xác trong trường hợp phải bắn liên tục trong thời gian dài.
Hệ thống nhắm cơ bản của súng là điểm ruồi. Súng tích hợp thêm chân chống chữ V có thể gấp lại để sử dụng trong các trường hợp cần đến. Báng súng của súng có thể gấp lại hay cố định tùy yêu cầu khi đặt hàng. Hộp đạn rời của súng chứa 20 viên.